# Vrh nad Rudo
Vrh nad Rudo (2108 m) je gora v zahodnem delu Martuljške skupine Julijskih Alp. Gora tvori ostenje nad dolino Velike Pišnice, ki ga dopolnjujeta tudi njeni najbližji sosedi, gori Stržič in Rušica. Vrh nad Rudo je težje dostopen in ni pogosto obiskan.